# Glaucostola romula
Glaucostola romula är en fjärilsart som beskrevs av Druce 1895. Glaucostola romula ingår i släktet Glaucostola och familjen björnspinnare. Inga underarter finns listade i Catalogue of Life.